# Castiraga Vidardo
Castiraga Vidardo is een gemeente in de Italiaanse provincie Lodi (regio Lombardije) en telt 1902 inwoners (31-12-2004). De oppervlakte bedraagt 5,3 km², de bevolkingsdichtheid is 327 inwoners per km².

## Demografie
Castiraga Vidardo telt ongeveer 698 huishoudens. Het aantal inwoners steeg in de periode 1991-2001 met 20,5% volgens cijfers uit de tienjaarlijkse volkstellingen van ISTAT.
| Jaar | Inwoneraantal |
| ---- | ------------- |
| 1991 | 1355          |
| 2001 | 1633          |

## Geografie
Castiraga Vidardo grenst aan de volgende gemeenten: Salerano sul Lambro, Borgo San Giovanni, Caselle Lurani, Marudo, Sant'Angelo Lodigiano.